# Mesida wilsoni
Mesida wilsoni là một loài nhện trong họ Tetragnathidae.
Loài này thuộc chi Mesida. Mesida wilsoni được miêu tả năm 1975 bởi Chrysanthus.